# エドワード・ギネス (初代アイヴァー伯爵)

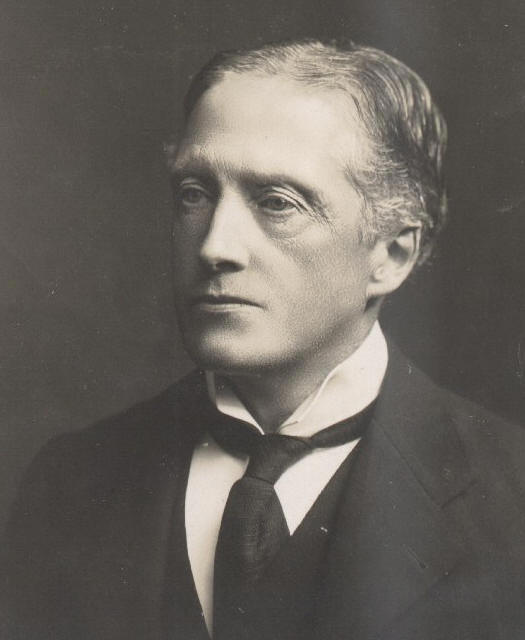
初代アイヴァー伯爵エドワード・セシル・ギネス

初代アイヴァー伯爵エドワード・セシル・ギネス（英語: Edward Cecil Guinness, 1st Earl of Iveagh, KP, GCVO, FRS、1847年11月10日 - 1927年10月7日）は、イギリスの実業家、貴族。
アイルランドのビール醸造業者ギネスの経営者であるサー・ベンジャミン・ギネス準男爵の三男として生まれ、1868年の父の死後に事業を継承してギネスを史上最大の醸造会社に成長させた。
1885年に準男爵、1891年にアイヴァー男爵、1905年にアイヴァー子爵、1919年にアイヴァー伯爵に叙せられた。

## 経歴

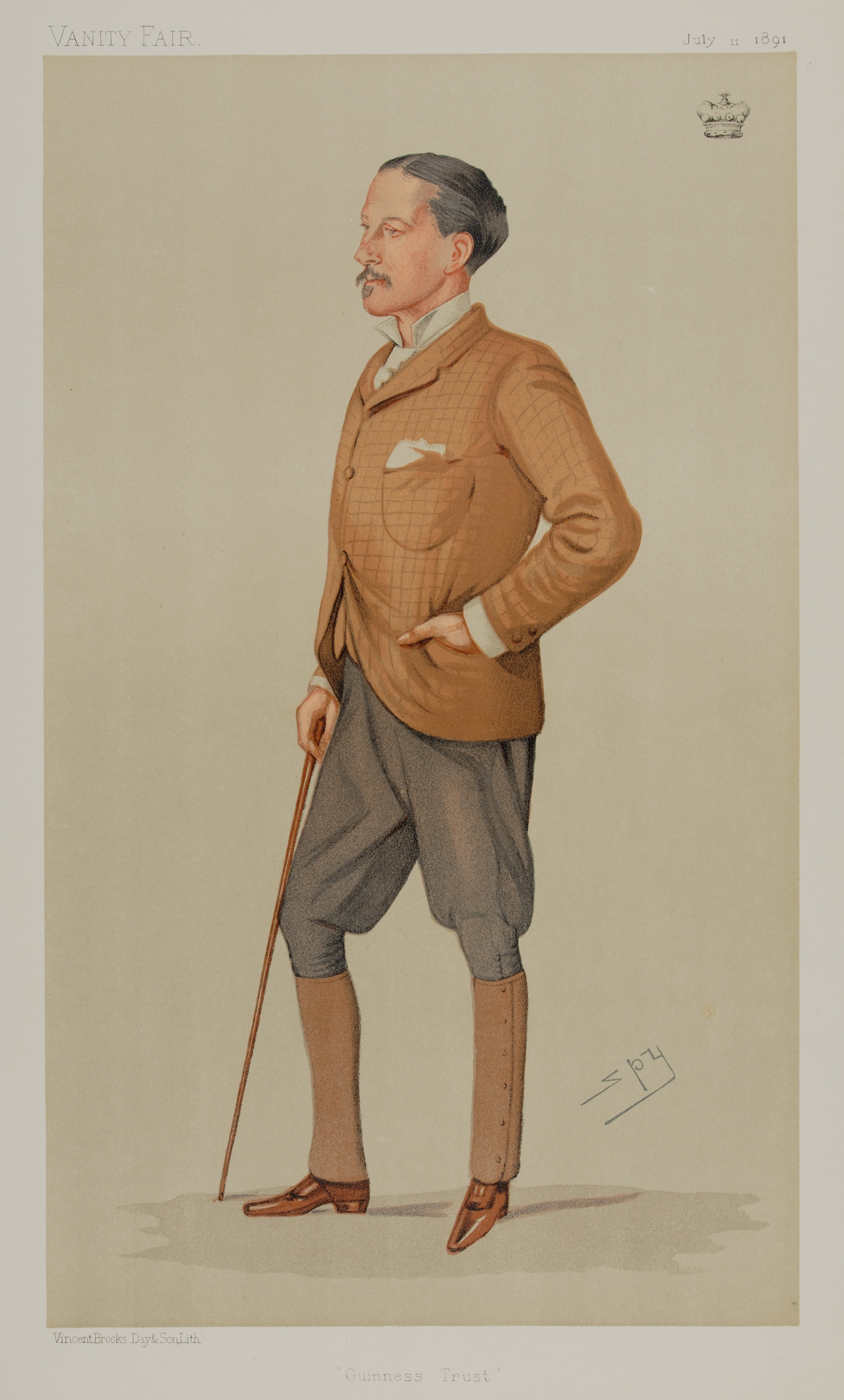
1891年の『バニティ・フェア』誌に描かれたアイヴァー卿の似顔絵

1847年11月10日に初代準男爵サー・ベンジャミン・ギネスとその妻エリザベス（エドワード・ギネスの娘）の三男として生まれる。兄に初代アーディローン男爵に叙されるアーサー・ギネスがいる。ギネス家はビール醸造会社ギネスの創設者として知られるアングロ・アイリッシュの財閥である。
ダブリン大学トリニティ・カレッジを卒業し、1870年にバチェラー・オブ・アーツ(B.A)、1872年にマスター・オブ・アーツ(M.A)の学位を取得した。
1868年に父が死去すると兄アーサーとともにギネスの共同所有者・経営者となった。しかし1868年から庶民院議員になっていた兄は政治に専念するために醸造事業から離れたがるようになり、1876年にはエドワードが兄の持ち分の株式半分を60万ポンドで買い取った。これにより以降ギネスの事業はエドワード単独の物となった。彼が経営していた時期はギネスが最も急成長した時期である。ギネスの年間出荷量は彼が事業を継承した1868年の段階では35万411バレルだったが、1876年までに77万8597バレルに倍増し、その後年5%ずつ出荷量を増やしていき、1886年には102万バレルを超えていた。
セント・ジェイムズ・ゲイト2番地に新たな醸造施設の建設を進め、またリフィー川を使った運送に目をつけ、醸造所と川の間の広大な土地を買収すると会社と桟橋を連結することでダブリン港への運送を容易にした。このルートの活用のために1877年には艀の船団を雇用し、この船団はギネスの象徴として知られるようになった。
1876年にはダブリンのシェリフ、1885年にはダブリン県のハイ・シェリフに就任している。また1885年3月には準男爵に叙され、ついで1891年1月には連合王国貴族爵位アイヴァー男爵に叙されて、貴族院議員に列した。さらに1905年12月にはアイヴァー子爵、1919年9月にはアイヴァー伯爵に叙せられている。
彼の代からギネスの国際進出も本格化した。1890年代初めからギネスのビールが売られている海外に積極的に人を派遣し、ギネスの輸出品の品質管理と世界各地の代理人のギネス商品の取り扱いの監視を強化した。こうした積極的な海外人材派遣は第一次世界大戦でそれが困難になるまで続けられた。
第一次世界大戦がはじまるとギネスも大きく売り上げを落とした。原料の購入が戦争で難しくなったし、また政府が戦争遂行のために大麦畑は小麦畑に転換したため、大麦価格が高騰した。さらに戦時体制徹底のためビール税増税、アルコール比率低下、パブ制限などの法律が次々と制定され、これらもギネスの経営を悪化させた。
戦後もアメリカの禁酒法でアメリカ市場を失うなどの打撃が続いた。しかしギネスの研究開発部門の長アラン・マクマレンが連続殺菌工程の開発と大麦に含まれる窒素の研究を進めた結果、その後ギネスの生産量や販売量は再び伸びていった。エドワードは広告をしないという方針を持っていたが（広告を必要とする商品は劣悪品という信念があった）、最晩年の1927年にはその方針を転換してギネスの広告を開始した。
1927年10月7日に死去した。遺産は1350万ポンドに及び、当時の英国史上最高遺産額を記録した。爵位とギネスの会長職は長男ルパート・ギネスが継承した。

## 栄典

### 爵位・準男爵位
1885年5月27日に以下の爵位を新規に叙された。
- （ダブリンにおけるキャッスルノックの）初代準男爵 (1st Baronet "of Castleknock, co. Dublin")
(勅許状による連合王国準男爵位)

1891年1月19日に以下の爵位を新規に叙された。
- ダウン県におけるアイヴァーの初代アイヴァー男爵 (1st Baron Iveagh, of Iveagh in County Down)
(勅許状による連合王国貴族爵位)

1905年12月18日に以下の爵位を新規に叙された。
- ダウン県におけるアイヴァーの初代アイヴァー子爵 (1st Viscount Iveagh, of Iveagh in County Down)
(勅許状による連合王国貴族爵位)

1919年9月30日に以下の爵位を新規に叙された。
- 初代アイヴァー伯爵 (1st Earl of Iveagh)
(勅許状による連合王国貴族爵位)
- サフォーク州におけるエルブデンの初代エルブデン子爵 (1st Viscount Elveden, of Elveden in the County of Suffolk),
(勅許状による連合王国貴族爵位)

### 勲章
- 1895年、聖パトリック勲章(騎士団)ナイト(KP)[2][4]
- 1910年、ロイヤル・ヴィクトリア勲章(騎士団)ナイト・グランド・クロス(GCVO)[2][4]

## 家族
1873年5月20日に三従姉弟にあたるアデレイド・マリア・ギネス(Adelaide Maria Guinness,1844-1916)(リチャード・サミュエル・ギネスの娘)と結婚。彼女との間に以下の3子を儲けた。
- 第1子(長男)ルパート・エドワード・セシル・リー・ギネス (Rupert Edward Cecil Lee Guinness, 1874-1967) 第2代アイヴァー伯爵位を継承
- 第2子(次男)アーサー・アーネスト・ギネス (Arthur Ernest Guinness, 1876-1949)
- 第3子(三男)ウォルター・エドワード・ギネス (Walter Edward Guinness, 1880-1944) 初代モイン男爵に叙される